# Wilhelm Prinzhofer
Wilhelm Prinzhofer (* 4. Mai 1825 in Sankt Veit an der Glan; † 2. Februar 1889 in Hüttenberg) war ein österreichischer Kaufmann und Politiker.

## Leben
Wilhelm Prinzhofer war der Sohn von Karl Prinzhofer (1773–1861), Gewerksspediteur der Gebrüder Obersteiner, und dessen Ehefrau Aloisia geb. von Rinn (1793–1866).
Prinzhofer arbeitete als Bergverwalter bei der Gustav Graf von Egger´schen Gewerkschaft in Knappenberg und war dann Kaufmann und Realitätenbesitzer in Hüttenberg.
Er war der Bruder des Malers und Lithographen August Prinzhofer (1817–1885). Er war römisch-katholisch und heiratete am 17. Mai 1859 Elisabeth Sernitz (* 13. Juni 1831). Aus der Ehe gingen ein Sohn und eine Tochter, die jung starb, hervor.

## Politik
Vom 20. August 1870 bis zum 13. September 1877 war er Abgeordneter im Kärntner Landtag für den Wahlbezirk STM 4 Friesach. Im Landtag war er bis 1871 Mitglied des Verifikatons- und des Ausschusses für Bauten und Kommunikation und dann Obmann des Bau- und Mitglied des Verifikationsausschusses.